# Distretto di Staryja Darohi
Il distretto di Staryja Darohi (in bielorusso Старадарожскі раён?) è un distretto (raën) della Bielorussia appartenente alla regione di Minsk.